# (5383) Leavitt
(5383) Leavitt és un asteroide que pertany al cinturó d'asteroides, descobert el 29 de setembre de 1973 per Cornelis Johannes van Houten i Tom Gehrels des de l'Observatori Palomar, als Estats Units. Leavitt es va designar inicialment com a 4293 T-2. Més endavant va ser nomenat en honor a l'astrònoma nord-americà Henrietta Swan Leavitt (1868-1921).
Leavitt orbita a una distància mitjana del Sol de 2,8571 ua, podent acostar-se fins a 2,5921 ua i allunyar-se fins a 3,1222 ua. Té una excentricitat de 0,0927 i una inclinació orbital de 3,2823 graus. Empra a completar una òrbita al voltant del Sol 1764 dies. La seva magnitud absoluta és 13,2. Té 7,456 km de diàmetre. Té una albedo estimada de 0,220.